# General Electric
General Electric Company (GE) a fost un conglomerat multinațional american fondat în 1892, încorporat în statul New York și având sediul în Boston. Compania avea mai multe divizii, inclusiv aerospațiale, energie, sănătate și finanțe. În 2020, GE a fost evaluat la Fortune 500 ca a 33-a cea mai mare firmă în Statele Unite pe venit brut. În 2023, compania a fost evaluată pe locul 64 în Forbes Global 2000. În 2011, GE a fost evaluată la Fortune 20 ca a 14-a cea mai profitabilă companie, dar apoi a subperformat sever pe piață (cu aproximativ 75%) pe măsură ce profitabilitatea sa a căzut. Doi angajați ai GE—Irving Langmuir (1932) și Ivar Giaever (1973)—au fost premiați cu Premiul Nobel.
Urmând Marii Recesiuni de la sfârșitul anilor 2000, General Electric a început să își vândă diversele sale divizii și active, inclusiv diviziile sale de aparate și capital financiar, sub tenura lui Jeff Immelt ca director general. John Flannery, succesorul lui Immelt în 2017, a divestit ulterior activele lui General Electric în locomotive și iluminare pentru a concentra compania mai mult pe aviație. După restricțiile asupra călătoriei prin zbor în timpul pandemiei de COVID-19 au cauzat veniturile lui General Electric să scadă semnificativ în 2020, ultimul director general al lui GE Larry Culp a anunțat în noiembrie 2021 că General Electric urma să fie despărțit și desprins în trei companii publice separate—GE Aerospace, GE HealthCare și GE Vernova—până în 2024. Noile companii sunt concentrate respectiv pe aerospațiu, sănătate și energie. Desprinderea lui GE HealthCare a fost încheiată pe 4 ianuarie 2023. Aceasta a fost urmată de scindarea portofoliului de afaceri de energie ale lui GE pe 2 aprilie 2024 ca GE Vernova. Urmând acestor tranzacții, General Electric Company și-a schimbat numele în GE Aerospace, a pivotat către aviație și a încetat să existe ca un conglomerat.

## Controverse
În anul 1990 compania a fost găsită vinovată și obligată să plătească 30 de milioane de USD pentru fraudarea Departamentului de Apărare al Statelor Unite iar în anul 1992 a fost găsită vinovată pentru corupție în acțiunea de vânzare de motoare cu jet către Israel.

## Rezultate financiare
Veniturile din portofoliul de produse și servicii eficiente din punct de vedere energetic și ecologic au depășit 14 miliarde USD în anul 2007.
Divizia de electrocasnice a GE a realizat în anul 2007 venituri de 7,2 miliarde de USD.
Număr de angajați în decembrie 2007: 327 000
Valoarea de piață în mai 2008: 320 miliarde USD
Cifra de afaceri în anul 2007: 173 miliarde USD
Venit net în anul 2007: 22,5 miliarde USD

## General Electric în România
Compania a fost prezentă și în România, unde a realizat afaceri de 864 milioane euro în anul 2008 și 216 milioane euro în 2007.